# Zaliznyczne
Zaliznyczne (ukr. Залізничне) – osiedle typu miejskiego na Ukrainie obwodu winnickiego.

## Historia
W 1989 liczyła 1087 mieszkańców.
W 2013 liczyła 1002 mieszkańców.